# Максимилиан Фугер фон Кирхберг-Вайсенхорн
Максимилиан Фугер фон Кирхберг-Вайсенхорн (на немски: Maximilian Fugger Graf zu Kirchberg und Weissenhorn; * 4 декември 1608; † 12 януари 1669 в Аугсбург) от фамилията Фугер от линията „Лилията“ (фон дер Лилие) от Аугсбург е граф на Фугер-Кирхберг и Вайсенхорн.
Той е големият син на фрайхер Антон Фугер фон Кирхберг-Вайсенхорн (1563 – 1616) и втората му съпруга Мария Елизабета Фугер фон Кирхберг-Вайсенхорн (1584 – 1636), дъщеря на Октавиан Секундус Фугер (1549 – 1600) и Мария Якобея Фугер фон Кирхберг-Вайсенхорн (1562 – 1588), дъщеря на фрайхер Ханс Фугер фон Кирхберг-Вайсенхорн († 1598) и Елизабет Нотхафт († 1582). 

## Фамилия
Максимилиан Фугер фон Кирхберг-Вайсенхорн се жени 1635 г. за Мария Франциска фон Тьоринг (* 3 юли 1617; † 10 октомври 1650), дъщеря на фрайхер Георг Конрад фон Тьоринг-Зеефелд (1580 – 1625) и графиня Анна Фугер-Кирхберг-Вайсенхорн (1582 – 1633), дъщеря на граф Якоб III Фугер (1542 – 1598) и Анна Илзунг фон Тратцберг (1549 – 1601). Те имат една дъщеря:
- Анна Маргарета Фугер фон Нордендорф, графиня фон Кирхберг-Вайсенхорн (* 6 юли 1640, Мюнхен; † 1687), омъжена на 18 юни 1662 г. за граф Конрад Зигмунд фон Мугентал, господар на Ваал († 27 март 1690, Ваал)

- Два герба на графовете Фугер (1530)
- Герб на Фугер фон дер Лилие (1545/49)
- Дворецът Фугер в Кирххайм в Швабия 17 век
- Градският палат Фугер в Аугсбург